# 赤水秋海棠
赤水秋海棠（学名：Begonia chishuiensis）为秋海棠科秋海棠属的植物，为中国的特有植物。分布在中国大陆的贵州等地，生长于海拔750米的地区，一般生于阴湿岩石上，目前已由人工引种栽培。
其种加词“chishuiensis”意为“贵州赤水的”。